# فیلم شاعرانه
فیلم شاعرانه (انگلیسی: Poetry film) یک زیرگونه فیلم است که با ترکیب گفتاری کلمات در شعر، تصاویر دیداری و صداگذاری سعی در نمایش و بیان رسایی قوی‌تر اثر دارد. این تلفیق تصویر و کلام گفتاری (مستقل و وابسته به هم) از آنچه ویلیام ویز ژانر «فیلم شاعرانه» نامیده، می‌آید.